# Bulbophyllum insulsoides
Bulbophyllum insulsoides là một loài thực vật có hoa trong họ Lan. Loài này được Seidenf. mô tả khoa học đầu tiên năm 1973.